# Salvador Espriu i Castelló
Salvador Espriu i Castelló   (Santa Coloma de Farners, 10 de juliol de 1913 - Barcelona, 22 de febrer de 1985) fou un poeta, dramaturg i novel·lista català, considerat un dels renovadors, juntament amb Josep Pla i Josep Maria de Sagarra, de la prosa catalana de les fórmules noucentistes.
La producció literària d'Espriu és extensa, però cal destacar els poemaris Cementiri de Sinera, El caminant i el mur i La pell de brau, probablement la seva obra més coneguda, en què desenvolupa la visió de la problemàtica històrica, moral i social d'Espanya. Al llarg de la seva obra poètica (d'estil modernista), Espriu desenvolupa un món propi, identificat amb "Sinera", que és el nom d'Arenys llegit al revés. Primera història d'Esther és la seva primera obra dramàtica, qualificada per l'autor com una "improvisació per a titelles", pel seu caràcter grotesc. Més tard va escriure Una altra Fedra, si us plau, a petició de l'actriu Núria Espert.
Les musicacions de poemes seus fetes per Raimon han contribuït molt a difondre la seva obra. Cal remarcar les Cançons de la roda del temps i el poema He mirat aquesta terra, magnífica contemplació de Catalunya mitjançant el paisatge d'Arenys de Mar. Segons el mateix Espriu, Raimon cantava els seus poemes com ningú no ho havia fet mai.

## Biografia
Salvador Espriu i Castelló va néixer a Santa Coloma de Farners, fill de Francesc de Paula Espriu i Torras, un home de caràcter obert, sociable i lliurepensador, llicenciat en dret per la Universitat de Barcelona i que exercia de notari, i Escolàstica Castelló i Molas, una dona tímida, discreta i molt religiosa.

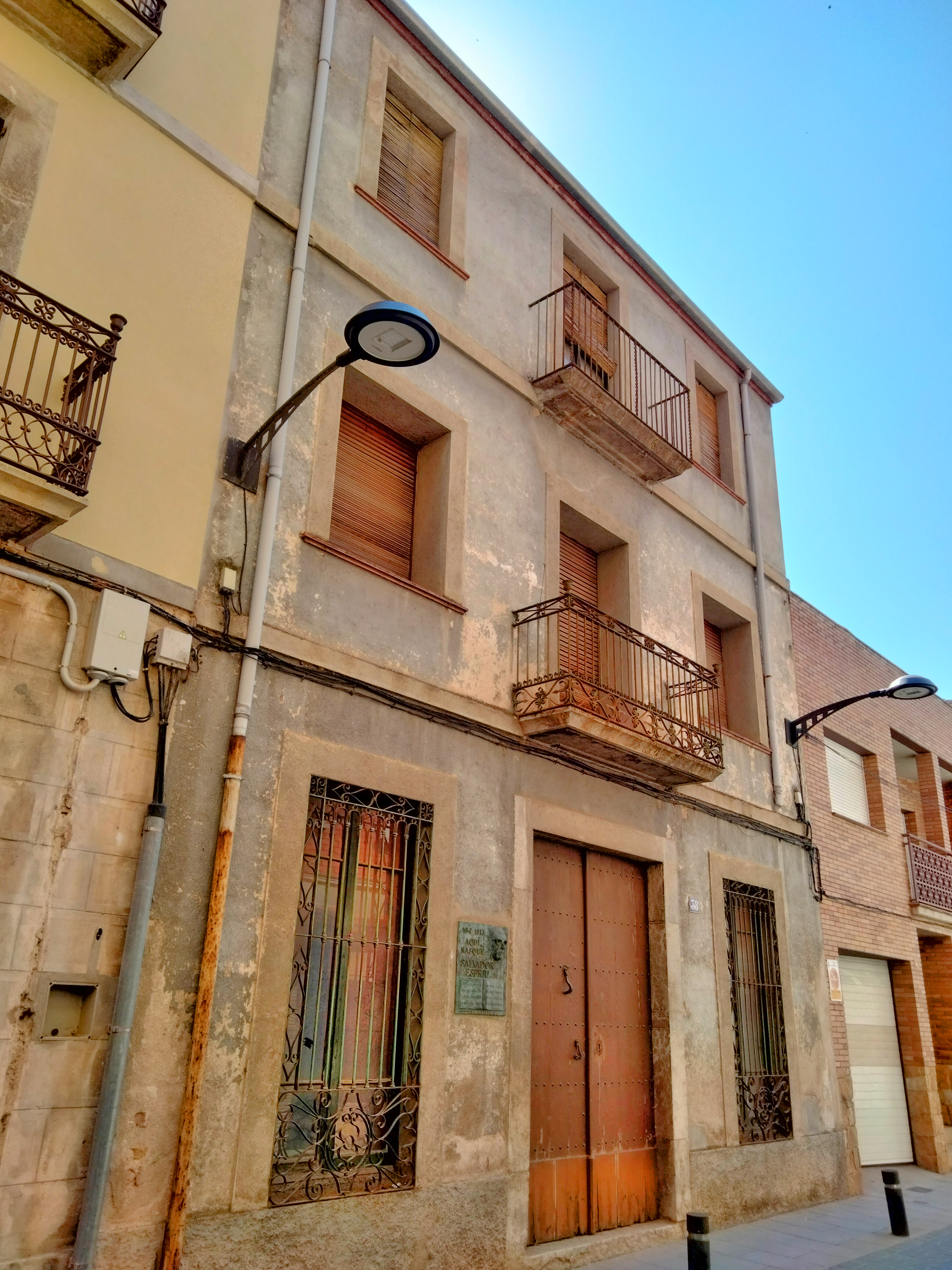
Casa natal de Salvador Espriu al carrer de Mossèn Cinto Verdaguer, 26, de Santa Coloma de Farners

A causa de la feina del seu pare, la família, originària d'Arenys de Mar, va haver de traslladar-se a Santa Coloma de Farners. En aquest poble de la comarca de la Selva és on van néixer els tres fills grans de la parella: Francesc, Salvador i Josep. Més tard, també per motius laborals, la família es va tornar a traslladar, aquesta vegada a Barcelona, on van néixer les dues germanes petites de Salvador, Maria Isabel i Maria Lluïsa. Gràcies a la bona situació econòmica per la feina del seu pare, es podien permetre un servei domèstic format per una cuinera, tres minyones i un xofer, i mantenir la casa d'estiueig al carrer de la Perera d'Arenys de Mar, poble on residien tots els seus familiars.
El jove Salvador era un nen que se'l descriu com entremaliat i juganer. Va realitzar els pàrvuls a l'Escola Montessori i l'educació primària a l'Escola alemanya. Els moments més feliços, els passava a la casa pairal, on tenia molts amics i es passava el dia rondant per la vila. Els llocs que més freqüentava eren, en primer lloc, la casa de les germanes Draper, amigues de la família, que sempre obsequiaven els nens amb caramels i xocolata. Un altre lloc que visitava era la casa de la seva tia Maria Castelló, que tenia en una paret de casa seva sis gravats sobre la història bíblica d'Esther, dels quals tragué la idea d'escriure més endavant Primera història d'Esther. Un dels llocs on anava a jugar era can Rogés, casa veïna on vivien uns ferrers que tenien dos fills més o menys de la seva edat. També es distreia anant a la platja o al Mal Temps, turó que es troba a llevant de la vila.
A principis de la dècada del 1920 la casa dels Espriu va sofrir una profunda sotragada: els cinc germans van agafar alhora el xarampió i Maria Isabel en morí després d'una terrible complicació neurològica. També Salvador en patí una greu complicació pulmonar -un empiema-, amb una recuperació molt lenta i una intervenció quirúrgica per la qual va haver de passar molt de temps al llit. Per afavorir la recuperació el van portar a Viladrau, on el pare adquirí la casa anomenada "Can Ganyotes".
Dos anys després de la mort de Maria Isabel, el 1926, el seu germà gran, Francesc, va morir en caure al port d'Arenys, que estava en obres. Aquestes morts i la seva malaltia li van canviar la vida. De nen juganer i trapella que era va passar a ser un nen delicat, sempre amb el perill de recaure, obligat a passar llargues temporades al llit. A causa d'aquestes etapes de convalescència, va convertir-se en un amant de tota mena de literatura, però sobretot se sentia atret per llibres de religió i d'història antiga.

### Primeres obres
L'any 1929, als quinze anys, va publicar el seu primer llibre, Israel, escrit en castellà. L'edició, de només cent exemplars que no eren per a vendre, la va pagar el seu pare. Aquesta obra són estampes de l'Antic Testament, de manera que queda demostrat el profund coneixement que tenia de les escriptures.
L'octubre de 1930, quan tenia disset anys, va ingressar a la Universitat de Barcelona per realitzar les carreres de dret i filosofia i lletres. Allà conegué tres de les seves millors amigues al llarg de tota la vida: Amàlia Tineo, Mercè Montañola i Lola Solà, i també establí un llaç d'amistat molt fort amb l'escriptor Bartomeu Rosselló-Pòrcel. En aquells moments, la vida a la universitat estava molt animada, ja que s'acabava de sortir de la dictadura i el país s'encaminava cap a la República, que es proclamà l'abril del 1931.
Tot i que treia unes notes immillorables en les dues carreres que feia paral·lelament, li agradaven molt més les lletres que el dret. Aquesta passió el portà a escriure El doctor Rip, la seva primera novel·la en català, publicada el febrer de 1931. Al cap de poc temps, va escriure la seva primera obra teatral publicada, La revolta dels sants, una peça humorística ambientada a Arenys de Mar. L'any 1932 va sortir a la venda Laia, que és una novel·la curta inspirada bàsicament en l'Arenys del segle xix. El 1970 fou portada al cinema, dirigida per Vicent Lluch i interpretada per Núria Espert i Francisco Rabal.
El 1933, va participar en el famós creuer de 48 dies de 200 universitaris (estudiants i professors) per la Mediterrània, organitzat per Fernando Giner de los Ríos, ministre d'Instrucció Pública de la República. El viatge va acostar-lo més als clàssics i va refermar la seva passió per l'egiptologia.
El 1934 va publicar Aspectes, obra que va servir per a aglutinar tota la crítica en contra seu. També aquest any va presentar Els avets, obra amb què va aconseguir el seu primer premi literari: el guardó de la Generalitat de Catalunya en els X Jocs Florals de l'Ateneu Arenyenc. Aquests anys, els estius i les vacances de Setmana Santa en lloc de realitzar-los a Arenys de Mar els passaven sobretot a Viladrau, poble on el seu pare havia comprat una finca de Puig i Cadafalch per tenir cura de la seva salut.
L'any 1935 va publicar el llibre Miratge a Citera, que li va servir per reconciliar-se amb la crítica. Era una novel·la curta amable, banal, que seguia els cànons de l'època. També va presentar el llibre Ariadna al laberint grotesc, crítica sarcàstica de tot el que el rodejava.
Salvador Espriu, per l'etapa en què inicià la seva trajectòria literària i pel fet que aquesta es veié estroncada per la Guerra Civil, és inclòs dins la generació del 36.

### Guerra Civil
Amb l'esclat de la Guerra Civil espanyola, va veure interromputs els seus estudis de lletres clàssiques, que eren els únics que li quedaven per acabar. Va ser mobilitzat des del primer moment, però no el van enviar al front a causa del seu estat de salut, de manera que feia classes a futurs oficials. Durant aquesta època negra va seguir escrivint per evadir-se de l'entorn, de manera que l'any 1937 es va publicar Letizia i altres proses. Els tràgics esdeveniments el van fer caure en una profunda crisi; creia que el millor que es podia fer era un pacte entre els dos bàndols per acabar la matança. A més a més, l'any 1938 va morir Bartomeu Rosselló-Pòrcel, amic al qual tenia molt d'afecte, i que li havia dedicat el seu poemari pòstum Imitació del foc. Amb l'entrada de les tropes franquistes a Barcelona va veure la mort de Catalunya. Un mes després d'aquesta entrada va escriure la peça teatral, Antígona, per parlar del tema clàssic de la lluita entre germans, fet que és el que considerava que havia passat a Catalunya i Espanya amb la Guerra Civil espanyola.
El seu pare va morir l'abril del 1940 i la seva notaria va passar a mans d'Antoni Gual Ubach. Espriu va entrar a treballar-hi per poder fer-se càrrec de la família. Aquesta feina no li agradava gens i gairebé no li deixava temps lliure per poder llegir o escriure. Es va haver de quedar en el despatx durant vint anys, que ell descriu com "els més durs i amargs de la meva vida". Salvador Espriu viu el que més tard es coneixerà per l'exili interior, és a dir, que malgrat restar al país pateix una ignorància i restriccions semblants a les que van patir els que s'exiliaren.
En aquella època en què molts escriptors van passar-se a la llengua castellana, Espriu es va mantenir fidel al català, tot i saber que seria "impossible rebre cap mena de reconeixement literari". A més, es va decantar per la poesia com a mètode d'expressió, ja que era més fàcil de publicar en ser un gènere menys controlat per la censura franquista. Fruit d'aquestes dues idees, l'any 1946 apareix el seu primer llibre de poemes, El cementiri de Sinera, en el qual crea el mite de Sinera. El llibre explica l'entorn en què es va criar de petit per recordar moments agradables de la seva infantesa, moments que mai no tornaran. Perdudes totes les il·lusions, només l'espera la mort.
Entre 1947 i 1948 va escriure la peça teatral Primera història d'Esther, amb un llenguatge molt ric i treballat per mostrar la riquesa que es perdria si el català desapareixia. L'obra és una adaptació del Llibre d'Esther de la Bíblia, però que transcorre com una representació de titelles en el mític "jardí dels cinc arbres", a la casa d'Arenys. La història d'Esther permet a Espriu establir un paral·lelisme entre les tribus jueves que l'heroïna salva de la tirania i la situació del poble català. L'obra va ser molt ben acceptada en els reduïts cercles de la cultura catalana.
Salvador Espriu va participar en la vida clandestina de la literatura catalana de la immediata postguerra. Aquests anys, els considerava una època terrible, dintre dels quals només se n'escapaven les estades d'estiu a Arenys de Mar, que passava amb la família.
El 7 d'agost de 1950 la seva mare va morir de càncer, fet que va significar un cop molt fort per a l'escriptor, ja que l'estimava i admirava molt. Entre els anys 1952 i 1955 va publicar quatre llibres de poemes: Les hores, Mrs. Death, El caminant i el mur i Final de laberint, llibre pel qual el van guardonar amb el Premi Lletra d'Or. En les quatre obres, tot i tractar temàtiques diferents, com poden ser passejar-se amb Dant per l'infern i el purgatori o viatjar pel Mediterrani seguint l'estil d'Ulisses, sempre acaba arribant a la mateixa conclusió: que ell i tot el que ell estima acabarà desapareixent i caient en l'oblit. Aquí la seva poètica es converteix en una meditació sobre la mort.
Es definia com a agnòstic, mai com a ateu, però afirmava que se sentia atret per la religió. Va voler morir catòlicament, per respecte a la seva mare, i durant les dècades dels cinquanta i seixanta anava a missa a Arenys.
L'any 1957 va publicar Evocació de Rosselló-Pòrcel i altres proses, en què inclou un estudi de l'obra del seu amic difunt. El 1960 apareix La pell de brau, llibre de poemes que tractava la situació de Catalunya sota el jou franquista, que tingué una acollida molt bona entre els joves intel·lectuals, que van agafar uns quants versos del llibre com a símbols de la resistència. El llibre no fou mai censurat, malgrat que contenia la frase «No pot escollir príncep qui vessa sang».
L'any 1960 pot deixar la notaria Gual i passa a fer unes incertes feines d'assessorament a la mútua mèdica que dirigeix el seu germà Josep.

### «Poeta del poble»

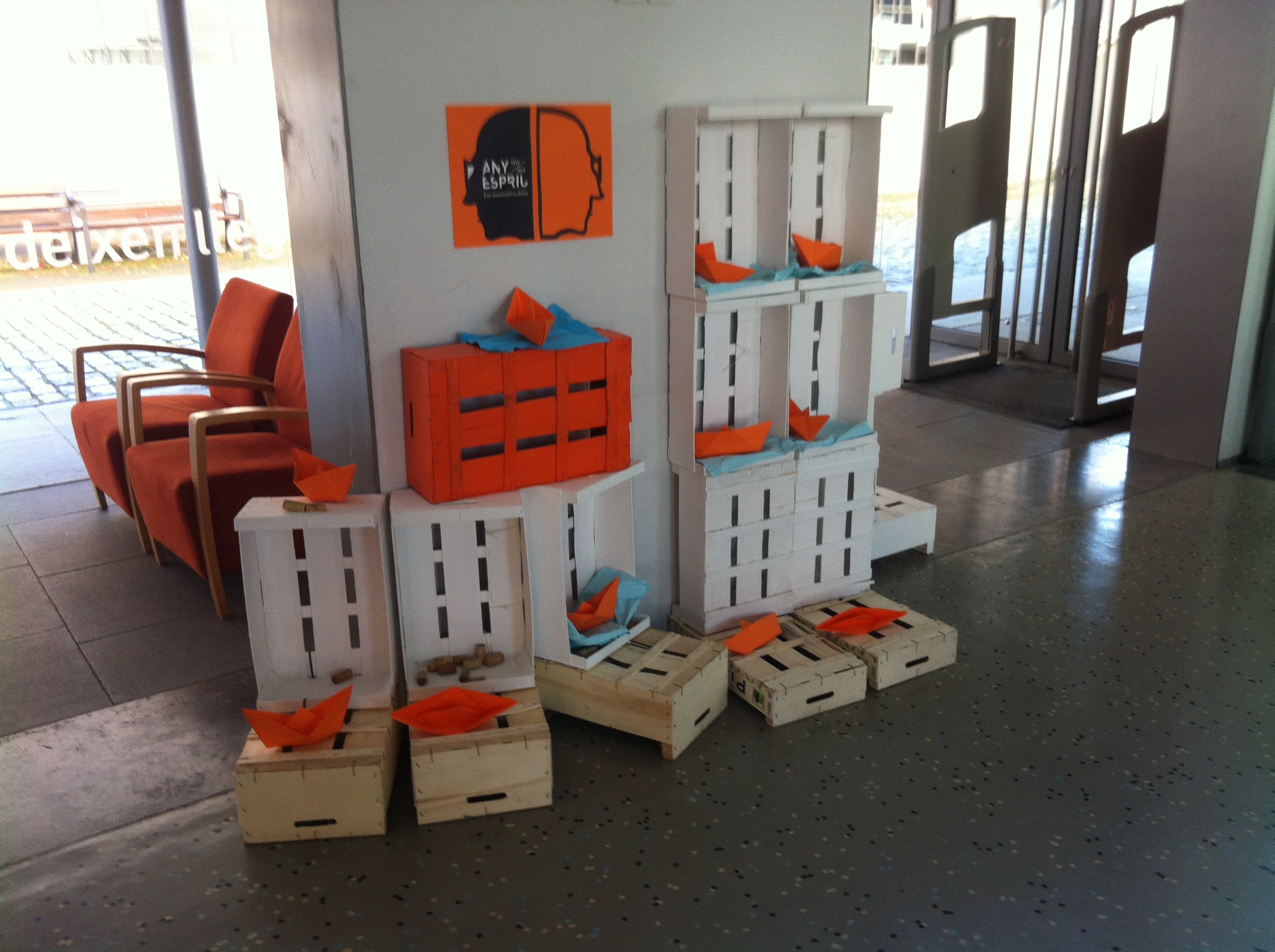
Instal·lació sobre Espriu a la Biblioteca de l'Antiga Fàbrica Roca Umbert de Granollers

El 1963 apareix Obra Poètica, recull de tots els seus llibres de poemes en què, a més a més, apareix per primera vegada el Llibre de Sinera. Al llarg de la dècada del 1960 li passa una cosa completament inesperada: la popularitat. Espriu esdevé un símbol de les reivindicacions de Catalunya i passa a ser considerat la veu del poble. Aquesta obertura del poeta al gran públic va ser deguda sobretot al director de teatre Ricard Salvat i al cantant Raimon. Tot i no intervenir activament en la lluita clandestina, sempre que es demanava el suport dels intel·lectuals del país n'oferia, fins i tot en els moments més arriscats, com poden ser la caputxinada del 9 de març de 1966 o la signatura del manifest en contra de les tortures per la policia als miners d'Astúries, cosa que va fer que li vigilessin la correspondència.
Espriu feia correccions constants a les seves obres, ja que "buscava un català modern", lliure de mots cultes i medievalitzants introduïts pel noucentisme. Els darrers anys del franquisme van coincidir amb els de la seva màxima popularitat, tot i que portava una vida molt reclosa. Amb el pas del temps, es va anar convertint cada vegada més en una persona inaccessible, de manera que ja no assistia ni a les presentacions dels seus llibres. Tot i això, en privat tothom el descriu com una persona molt sociable. A partir del 1969 se'l va proposar per al premi Nobel de literatura, que no li fou concedit. El 1972 rebé el Premi d'Honor de les Lletres Catalanes.
La seva vida era interrompuda sovint per malalties, de manera que es passava moltes hores llegint i escrivint. Cada dia dedicava mitja hora a llegir el diccionari Fabra i mitja més el diccionari de la Real Academia Española.
La correspondència l'ocupava molta estona, ja que, com ell mateix deia: "Com que m'han convertit en una patum, sé que fins i tot guarden les simples targetes". Aquesta fama va fer que hagués de tenir molta cura en les seves declaracions, ja que havia de respondre a la imatge que se n'havia fet el públic. Al final, el seu germà Josep va haver d'actuar de filtre entre el poeta i la gent que volia accedir-hi.
L'any 1971 va publicar el llibre de poemes titulat Setmana Santa, amb el qual el 1972 va guanyar el Premi de la Crítica de poesia castellana, tot i que es va concedir a una obra en català. En aquella època, també publicà Aproximació tal vegada el·líptica a l'art de Pla Narbona (1968) i Formes i paraules (1975).
En el llibre PSUC: per Catalunya, la democràcia i el socialisme va fer unes declaracions defensant la cooficialitat del català i el castellà, que va provocar crítiques dels sectors catalanistes més radicals. Ràpidament, intel·lectuals de tots els mitjans van sortir en defensa del poeta, que continuava sent considerat un mite, tot i el restabliment de la democràcia.

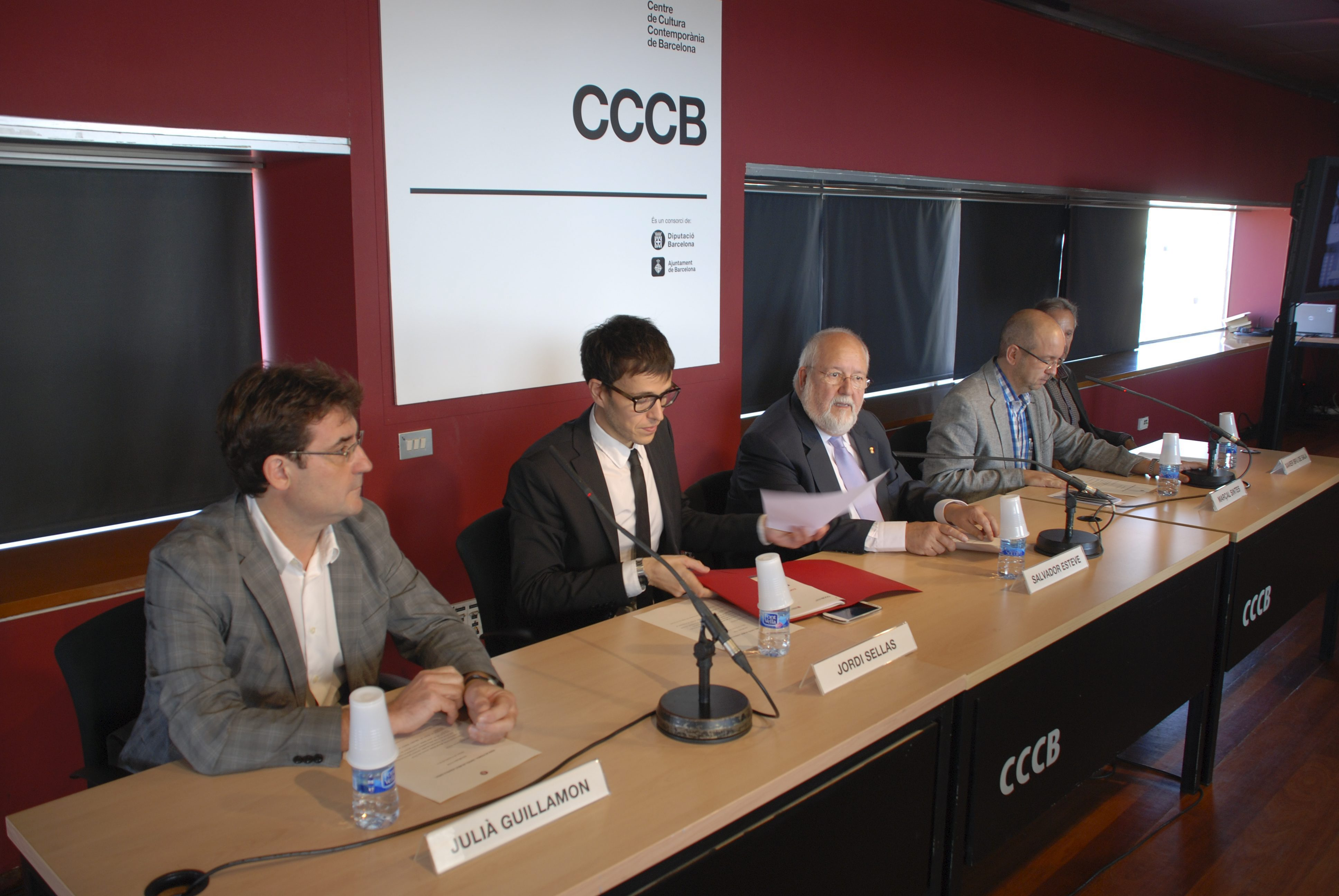
Presentació de l'exposició sobre Espriu al CCCB, un dels projectes centrals de l'Any Espriu

Llavors va passar una època en què les creacions que feia eren per encàrrec. Així va escriure Per una vella i encerclada terra a instàncies de Manuel Valls Gorina o Una altra Fedra, si us plau (1977) per petició de Núria Espert.
L'any 1979 va tenir un preinfart i va haver de ser internat a la clínica Sant Jordi. A partir d'aquell moment, la situació de la seva salut va començar a ser molt greu. Llavors, a partir de l'any 1980, va començar a rebre tot un seguit de distincions i honors entre els quals destaquen el seu ingrés a la Reial Acadèmia de Bones Lletres o la Medalla d'Or de la Ciutat de Barcelona. L'any 1981 va publicar el llibre Les roques i el mar, el blau, que va rebre el Premi Ciutat de Barcelona i el Premi Crítica Serra d'Or de Literatura i Assaig en categoria de prosa. Va continuar escrivint fins a la seva mort.
El 19 de desembre del 1984 va haver de ser ingressat a la clínica Quirón, però el van donar l'alta el dia 27 del mateix mes. El 18 de febrer de 1985 va tornar a l'hospital. Aquesta vegada va haver de ser ingressat a l'UCI. Va morir la tarda del divendres 22 de febrer, a l'edat de 71 anys. La capella ardent s'instal·là al palau de la Generalitat de Catalunya. En un acte multitudinari, el dia 23 va ser enterrat al cementiri d'Arenys de Mar, que tant havia glossat en la seva obra.
El 2013, centenari del seu naixement, se celebra a Catalunya l'Any Espriu, amb diversos actes commemoratius i reivindicatius de la seva figura.

## Mapa Literari Salvador Espriu

### Patrimoni literari
Salvador Espriu va mantenir una estreta relació amb el poble d'Arenys de Mar, on hi ha la casa familiar dels Espriu, situada a l'antic carrer de la Perera o Bisbe Català, núm. 27. A més, és on és enterrat, al cementiri d'Arenys.
Arenys, reconvertida en el topònim literari de Sinera, és un dels temes que predomina en la seva poesia: un lloc on emmirallar-se, recordar els que ja no hi són i evocar els paradisos perduts, fent memòria i reconstruint-los amb paraules aspres i llums crepusculars. Sinera és doncs el món mític que creà per a les seves obres, un món que en principi és síntesi de la seva infantesa, del món que li plau, però que també és el món on passen tots els esdeveniments de la seva obra i on situa els seus personatges grotescos, que representen diferents elements de la realitat; aquests personatges es van repetint en diferents obres i se'ls pot resseguir tot el seu cicle vital.
La família Espriu era originària d'Arenys de Mar i hi passava tots els estius. El poeta va mitificar aquest món, recurs que molts altres autors també han utilitzat (com Llorenç Villalonga amb Bearn) per tal de tenir un correlat objectiu on situar tots els elements de la seva obra.
La família Espriu alternava les vacances entre Viladrau i Arenys i, doncs, molts records infantils i d'adolescència estan lligats a aquest lloc. Doctor Rip, Primera història d'Esther i Ariadna al laberint grotesc inclouen experiències d'aquestes estades i rememoren els tres espais mítics del jove Espriu, la casa i sobretot el jardí dels cinc arbres d'Arenys; la torre de can Ganyota de Viladrau, la casa materna de Rosselló-Pòrcel al carrer de l'Om de Palma.
El Centre de Documentació i Estudi Salvador Espriu està situat a Arenys de Mar i es va constituir el 1987 amb l'objectiu de confegir un fons documental exhaustiu sobre l'obra de Salvador Espriu i també esdevenir el principal punt de referència sobre l'autor. Primerament, estava ubicat en una dependència de l'Ajuntament i l'any 2008 el Centre es va traslladar al Pavelló Sert.
Santa Coloma de Farners és el lloc natal de Salvador Espriu i la vila l'ha declarat fill il·lustre en reconeixement del poeta català. La casa de naixement i el parc de Sant Salvador són alguns dels espais més reconeguts de la vida d'Espriu. El parc de Sant Salvador és un parc que està situat a la vora de la riera de Sant Hilari del Castanyet, en un espai humit i ombrívol. Salvador Espriu el descrivia així:
“Parc de Sant Salvador. Troncs i branques d'arbres nus s'entrellacen damunt una espessa, gruixuda catifa de fulles seques, matisada amb colors esplèndids. La tardor deu estar avançada, i aviat el vent arremolinarà i escamparà la fullaraca. Avui tot es manté ben quiet, immòbil. Si els arbres es conten ara, els uns als altres, els secrets de les seves misterioses i meravelloses vides, val més que nosaltres callem”.
El pare de Salvador Espriu, el 1923, va comprar una casa modernista a Viladrau construïda per Josep Puig i Cadafalch. La casa era coneguda com a can Ganyota per la seva forma estranya. Està presidida per una torratxa des de la qual es tenia una bona vista de la muntanya i on Espriu passava hores i hores escrivint. D'aquí van sorgir Laia, totes les Petites proses blanques, les quatre de La pluja i molts dels contes d'Aspectes. A part, Pòrtic, Els avets i Boires a muntanya contenen referències directes de l'entorn de Viladrau.
El Montseny és un entorn que va inspirar fortament Salvador Espriu. Cinc de les seves obres tenen relació directa amb aquest punt: Matí humit, Final del laberint, D'uns vells estius de joves fills de casa bona, Els avets i Pluja d'hivern.
Salvador Espriu es va morir a Barcelona, ciutat en la qual va passar una part de la seva vida i on va estudiar a la Universitat. Per tota l'experiència a Barcelona el Mapa Literari Català d'Espais Escrits en referència algunes obres que s'ambienten a la ciutat: Ariadna al laberint grotesc i D'una vella i encerclada terra.

### Itinerari literari per Arenys

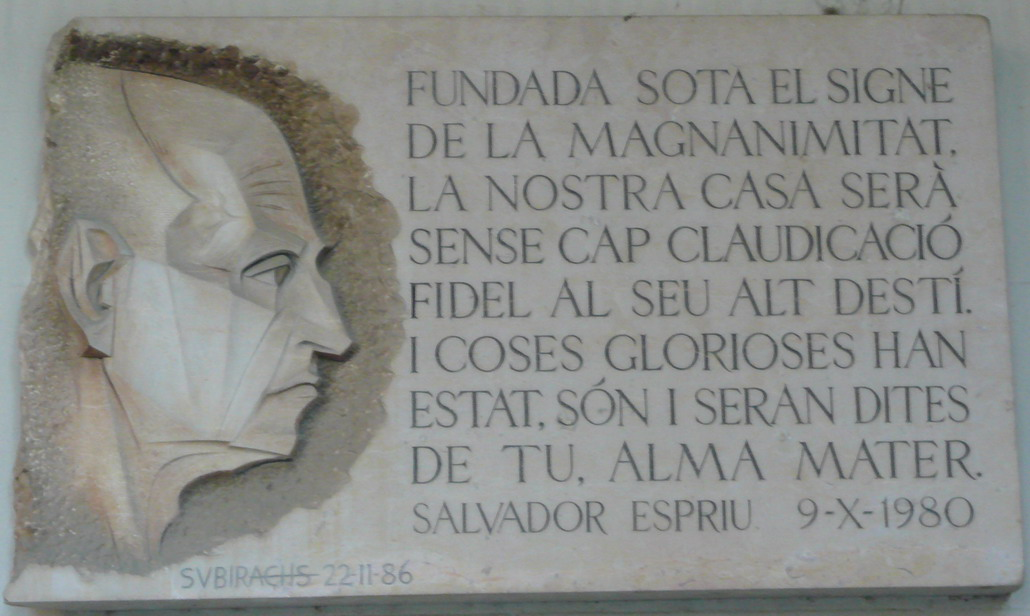
Placa en homenatge a Salvador Espriu a l'edifici històric de la Universitat de Barcelona, amb un retrat del poeta, obra de Josep Maria Subirachs

Malgrat no haver nascut a Arenys de Mar, Salvador Espriu, s'hi sentia molt lligat sentimentalment. Amb la seva família, hi va passar alguns estius de la seva infantesa i va quedar fascinat per aquesta vila.
Un passeig per Sinera és una proposta de ruta literària que ofereix la possibilitat de descobrir els indrets de la vila d'Arenys de Mar que van inspirar el mite de Sinera, clau ineludible per a la interpretació de l'obra espriuana.
S'inicia el recorregut a l'Ajuntament tot pujant per la riera d'Arenys. Tot seguit s'arriba a la casa de Salvador Espriu, la casa d'estiueig que, com ell mateix apunta, és “la casa dels morts que només jo recordo”. A continuació, el camí continua per un dels nuclis més primitius d'Arenys des d'on es pot apreciar el jardí que tant inspirà Salvador Espriu i la riera d'Arenys, que li evocà moments de felicitat. L'església d'Arenys és el següent punt del trajecte. Després s'arriba al carrer de la Torre, que conserva l'aspecte que tenia en el temps d'Espriu i que serví de suport material al mite de Sinera. Posteriorment, el traçat arriba a l'asil Torrent, casa d'ancians, que Espriu recorda emotivament en el poema Vells asilats de Sinera. Després de passar per carrer de la Torre i el rial de Sa Clavella, s'entra a la petita plaça dels Cinc Cantons, lloc idoni que antigament era punt de trobada de saltimbanquis, cantaires... El turó del Mal Temps juntament amb el turó de la Pietat i el cementiri formen el que Espriu descriu com “els límits estrictes de Sinera”. A continuació, el camí arriba al seu final: el cementiri d'Arenys, on està enterrat el poeta català, un lloc silenciós i aïllat on Salvador Espriu anava sovint a passejar i meditar: “Passejaré per l'ordre de verds xiprers immòbils damunt la mar en calma”. Aquest espai és convertit, en el llibre Cementiri de Sinera, en un mirador poètic davant l'infinit i la mort.

## Obres
- 1929: Israel, el seu primer llibre, escrit en castellà
- 1931: El Dr. Rip
- 1932: Laia
- 1934: Aspectes
- 1935
  - Ariadna al laberint grotesc
  - Miratge a Citerea
- 1938
  - Letizia
  - Fedra
  - Petites proses blanques
- 1939
  - Antígona
- 1943: Historia antigua, que incloïa la col·laboració d'Enric Bagué
- 1946: Cementiri de Sinera
- 1948: Primera història d'Esther
- 1949: Les cançons d'Ariadna
- 1951
  - Mariàngela l'herbolària
  - Tres soreres
- 1952
  - Anys d'aprenentatge
  - Les hores
  - Mrs. Death
- 1954: El caminant i el mur
- 1955
  - Final del laberint
  - Les hores
  - Antígona
- 1957: Evocació de Rosselló-Pòrcel i altres notes
- 1960
  - La pell de brau
  - Sota la fredor parada d'aquests ulls
- 1963
  - Obra poètica: antologia dels seus poemes
  - Llibre de Sinera
- 1966: Les Veus del Carrer
- 1967: Per al llibre de Salms d'aquests vells cecs
- 1968: Aproximació, tal vegada el·líptica, a l'art de Pla Narbona
- 1969: Tarot per a algun titella del teatro d'Alfanja
- 1978: Una altra Fedra, si us plau
- 1980: D'una vella i encerclada terra, alguns poemes seran incorporats a Per a la bona gent
- 1981: Les roques i el mar, el blau
- 1984: Per a la bona gent

## Salvador Espriu i els clàssics
Salvador Espriu, ja llicenciat en dret i en filosofia i lletres, especialitat en prehistòria i història antiga, tenia intenció quan esclatà la Guerra del 1936-1939, d'obtenir una segona llicenciatura de lletres en filologia clàssica, i que palesa, ara i adés en la seva producció de dramaturg, de narrador i de poeta, un interès excepcional pels mites, per la literatura i per la filosofia del món antic. La mitologia clàssica, junt amb la bíblica, és una de les grans influències en l'obra de Salvador Espriu. Aquest coneixement es reflecteix prou clarament en la seva obra. Unes més conegudes que d'altres, compta amb una sèrie d'obres de temàtica directament relacionada amb la mitologia clàssica.
Assenyalem, doncs, algunes evidències referents al tractament de temes clàssics en l'obra – narració, teatre i poesia – d'Espriu.
Aspectes, que Espriu escrigué entre el desembre de 1932 i el setembre de 1933, són dues últimes narracions en què, en tercera persona, inclou un diàleg en silenci en boca d'un home que ha assassinat el seu padrastre i després la seva mare, i és una capbussada en l'ànima humana a partir dels suggeriments dels versos 1055-1056 de Les coèfores d'Èsquil.
L'Orestes d'Espriu parla, en efecte, des del bell fons d'un pou de torbació. L'única, diguem-ne, referència mitològica de tot el text, són les Erínies, i una paraula que hi és clau, grotesca:
“Orestes calla. S'aquieta un moment, les pupil·les dilatades. La gorja se li omple com de lladrucs. Baveja. De sobte, arrenca a córrer, perseguit per les Erínies invisibles, com un ca rosegat per la ràbia. És aviat una tràgica silueta grotesca”.
L'altra narració, la intitulada “Neguit”, és força més complexa. El tema no és, en aparença, clàssic: un pastor baixa de les muntanyes on ha viscut fins aleshores, veu la mar, troba la filla del rei, l'enamora, s'hi casa després d'algunes vicissituds, esdevé, a la mort del sogre, rei, i exerceix, sembla que amb dignitat, aquest ofici. Tanmateix, al cap d'un temps no determinat, enyora el que ha deixat i torna al seu regne. Enmig d'això, hi ha alguns indicis clars: la gent de la vora de la mar el confonen amb Dionís o amb Apol·lo, quan el veuen, i la princesa:
“s'atansà a ell i el saludava amb les paraules de Nausica. El seu pedagog, un vell esclau erudit en Homer, auxiliava la tendra memòria i li dictava polidament els vells hexàmetres”, o sigui, Odissea, VI 191-193.
Tenim, doncs, des de l'època de composició d'Aspectes, dues primeres dades importants. Espriu crea una distància entre la seva escriptura i el món antic, manté sempre allunyat el seu model, més o menys remot, quan aquest model és o una Grècia falsa o una Susa que sembla Sinera.
Espriu ha escrit dues obres de teatre força distintes, que es basen directament en les històries mitològiques relatades per Sòfocles i Eurípides.
Antígona fou escrita els vuit primers dies de març de l'any 39 i refeta vint-i-quatre anys després. És una obra fidel al mite clàssic, que Espriu utilitza donant-li un rerefons contemporani: la guerra fratricida del mite es converteix en una metàfora de la Guerra Civil espanyola, el líder dèspota que causa el conflicte representa la figura de Franco i l'oposició d'Antígona, la protagonista, és l'oposició d'Espriu a la guerra i al règim. Adapta el mite per expressar el seu dolor envers aquesta situació, que li va deixar una profunda petja.
L'altra obra teatral és sens dubte la més coneguda. Espriu la va escriure l'any 1977, Una altra Fedra, si us plau. A diferència de les Fedres, narració i obra de teatre, inspirades en Villalonga, aquesta obra 28 parteix d'Eurípides i Sèneca, sobretot d'aquest últim, per donar-nos una versió breu del mite clàssic i per presentar-nos-el des d'un punt de vista distanciat, incloent-hi tres nivells o plans del mite. Després d'uns breus moments en què s'introdueix Thanatos i la supressió de les dees Afrodita i Artemis, comença l'acció de la història de Fedra. La mort, Thanatos, personatge i tema habitual en l'obra d'Espriu, uneix tots els plans de l'acció: el de la representació teatral, el dels personatges de Sinera, el de la història de Fedra. La mort, que simbolitzava Enone per a Fedra en l'obra de Villalonga i en la narració d'Espriu, es fa aquí omnipresent per a tothom mitjançant el personatge de Thanatos.
Salvador Espriu, en la seva última obra, les narracions a partir de personatges mitològics -Les roques i el mar, el blau- com Fedra, Enone, Hipolit, Teseu, Thanatos, desmitifica la grandesa tràgica dels personatges, per deixar-nos-els amb la tràgica realitat quotidiana.
És un recull de breus descripcions de personatges mitològics, escrites intermitentment entre el 1975 i 1981. Les diferents descripcions
tenen l'estil espriuà, fresc i irònic, i cadascuna és completament diferent de l'anterior; pot descriure un sentiment amb gran passió o pot frivolitzar un conflicte amb els elements recurrents en la seva obra. Fusiona el seu propi món mític amb el de la mitologia grega, ordenant-la en cent proses des dels orígens dels déus olímpics fins als herois mítics de la Ilíada i l'Odissea.
Espriu va conèixer els clàssics i se'n va servir tot al llarg de la seva obra. Però, en l'altre extrem, tampoc no cal proclamar el classicisme d'Espriu com si no representés la consciència que el món antic, més enllà del clàssic estricte, és el fonament d'una civilització que s'acaba, el motlle d'unes històries, d'uns valors, que la confrontació amb la vida desdibuixa, desfigura o esborra.
Els seus temes i personatges clàssics, els seus usos del clàssic, il·luminen el desengany, la desesperança de la privació del voler i el creure. Els clàssics són la part més nuclear, més emblemàtica, d'aquella paradoxal esperança d'Espriu: aquella esperança de la qual ell deia que parlava desesperançat.

## Premis i reconeixements
- 1956 - Premi Lletra d'Or.
- 1971 - Premi Montaigne.
- 1971 i 1983 - Candidat al Premi Nobel de Literatura.
- 1972 - Premi d'Honor de les Lletres Catalanes.[10]
- 1972 - Premi Crítica Serra d'Or de poesia per Setmana Santa
- 1980 - Medalla d'Or de la Generalitat de Catalunya.[11]
- 1980 - Doctor honoris causa per la Universitat de Tolosa de Languedoc.[12]
- 1980 - Doctor honoris causa per la Universitat de Barcelona.[13][14]
- 1982 - Medalla d'Or de la Ciutat de Barcelona.
- 1982 - Creu d'Alfons X el Savi, guardó que rebutjà.
- 1982 - Premi Crítica Serra d'Or de prosa per Les roques i el mar, el blau

## Exposició centenari
L'any 2013 es van commemorar els cent anys del naixement de Salvador Espriu (1913-1985). El CCCB, en col·laboració amb la Conselleria de Cultura de la Generalitat de Catalunya, va organitzar un dels actes centrals de l'Any Espriu: l'exposició «Espriu. He mirat aquesta terra», que apropava al públic la trajectòria creativa i vital de l'escriptor per mostrar no sols la importància cabdal de la seva figura per a la cultura
catalana, sinó també la complexitat i riquesa de la seva obra que transcendeix qualsevol etiqueta i que fa d'Espriu un clàssic atemporal. L'exposició desenvolupava diferents aspectes de la seva biografia, del seu món literari i de la repercussió pública de la seva obra. I també reivindicava l'actualitat de Salvador Espriu, la vigència en el món d'avui dels seus temes i punts de vista, en la triple perspectiva que l'exposició proposava: el món mític i simbòlic, la transcendència social i la crítica indomable.